# Turbonilla lactea
Turbonilla lactea es una especie de caracol marino, un molusco gasterópodo marino de la familia Pyramidellidae, los pyrams y sus aliados.

## Descripción
La longitud del caparazón varía entre 3 y 8 mm. El caparazón consta de verticilos de lados casi rectos con suturas planas y profundas. Su caparazón, marcado con «costas oblicuas, gruesas, planas, ligeramente sinuosas» que son «indistinguibles en el primer verticilo» y prominentes a partir de entonces, tiene un color blanco lechoso, en el que se basa el nombre de la especie Turbonilla lactea.

## Distribución
Esta especie se encuentra en los siguientes lugares:

## Sinonimia
No está claro el porqué, pero algunos autores británicos (por ejemplo, Winckworth, 1932; Graham, 1971; McKay & Smith, 1979) prefieren el sinónimo menor Turbonilla elegantissima (Montagu, 1803).